# Anton Josef Gruscha
Anton Josef Gruscha, avstrijski rimskokatoliški duhovnik, škof, nadškof in kardinal, * 3. november 1820, Dunaj, † 5. avgust 1911, Dunaj.

## Življenjepis
4. maja 1843 je prejel duhovniško posvečenje.
19. januarja 1878 je bil imenovan za vojaškega škofa Avstrije; 28. marca istega leta je bil imenovan za naslovnega škofa Carrhaeje, čez en mesec (28. aprila) pa je prejel škofovsko posvečenje.
24. januarja 1890 je bil imenovan za nadškofa Dunaja, 23. junija istega leta je bil potrjen in 6. julija ustoličen.
1. junija 1891 je bil povzdignjen v kardinala in imenovan za kardinal-duhovnika S. Maria degli Angeli.